# Wiltonia elongata
Wiltonia elongata är en spindelart som beskrevs av Forster och Norman I. Platnick 1985. Wiltonia elongata ingår i släktet Wiltonia och familjen Orsolobidae. Inga underarter finns listade i Catalogue of Life.